# Базедов, Иоганн Бернхард
Иоганн Бернхард Ба́зедов ((Basedow) 11 сентября 1724 года, Гамбург — 25 июля 1790 года, Магдебург) — немецкий (гамбургский) педагог, основатель педагогического течения филантропизма, один из родоначальников «рациональной педагогики».
Особенная заслуга Иоганна-Бернгарда Базедова, перед немецкой школой, состоит в том, что он первый дал толчок наглядному обучению (знакомство с предметом перед ознакомлением со словом), значительно смягчил бич старых школ — заучивание наизусть, и вообще постоянно указывал на необходимость заставить ученика полюбить школу, и одним из первых в Германских землях пропагандировал идею религиозного нейтралитета школы, и введения в программу физических упражнений и игр. В некоторых источниках упоминается как Иоанн Бернард Базедов.

## Биография
Иоганн родился 11 сентября 1723 года в Гамбурге в семье парикмахера. Как он сам часто себя называл Беренгард из Нордальбингена поступил в 1741 году, и окончил в 1744 году училище «Йоханнеум» («Johanneum»), и затем гимназию в Гамбурге. Иоганн Бернхард, в 1744 году, отправился в Лейпциг и здесь в продолжение трёх лет изучал философию и богословие, не столько посещая университетские лекции, сколько читая и размышляя дома, и таким образом вырабатывая «свои собственные, не заученные с чужих слов мнения». В другом источнике указано что он в 1744 году поступил в Лейпцигский университет изучать богословие, но увлёкся философией, которая сначала сделала его религиозным скептиком, но впоследствии он вернулся к христианству, но не признавал многих догматов католической церкви.
Иоганн Бернхард возвратился в Гамбург и между 1749 и 1753 годами работал репетитором в семье дворянина в Холштайне. В 1753 году Беренгард из Нордальбингена был назначен доцентом в так называемую Рыцарскую академии в Соре, но в 1761 году, за свои, шедшие вразрез с догматическим лютеранством религиозные воззрения перемещён преподавателем гимназии в Альтону. Затем несколько лет преподавал в учебных заведениях Дании, часто вступая в конфликты с теологами. В 1774 году открыл в Дессау «школу человеколюбия и добрых нравов» — филантропии. Ученики делились на три основные группы: академисты — дети состоятельных родителей, педагогисты (будущие учителя) — из семей среднего достатка и фамулянты — дети бедноты, которых готовили для работы в качестве слуг.
Умер 25 июля 1790 года. Последователем его идей был Эрнст Христиан Трапп.

## Труды
- «Филалетия» («Philalethia»), в 2 томах, Альтона, 1763 год.
- «Теоретическая система здравого разума: опыт свободомысленной догматики» («Theoretisches System der gesunden Vernunft») 1765 год.
- «Методическая книга для отцов и матерей семей и народов» («Methodenbuch für Väter und Mütter der Familien und Völker»), Лейпциг, 1773 год.
- «Руководство по первоначальному обучению» («Elementarwerkes … », учебное пособие (педагогическая энциклопедия[3]) в 4 томах, с 100 гравюрами, большей частью Ходовецкого, с переводом на французский (Губера) и латинский (Мангельсдорфа) языки, 1774 год.
- и прочее.